# Bruinborstdwergspecht
De bruinborstdwergspecht (Picumnus nebulosus) is een vogel uit de familie Picidae (spechten).

## Verspreiding en leefgebied
Deze soort komt voor in zuidoostelijk Brazilië, noordoostelijk Argentinië en noordelijk Uruguay.

## Status
De grootte van de populatie is niet gekwantificeerd maar de soort wordt omschreven als niet algemeen voorkomend. Door verlies aan geschikt habitat wordt de populatie in rap tempo kleiner, daarom heeft deze soort op de Rode lijst van de IUCN de status gevoelig.